# Fadrique Álvarez de Toledo y Enríquez
Fadrique Álvarez de Toledo y Enríquez (Alba de Tormes, 1460 - Alba de Tormes, 1531), 2º duque de Alba de Tormes desde 1488, com Grandeza de Espanha em 1520, foi o 2º marquês de Coria, II conde de Salvaterra de Tormes e 1º conde de Piedrahíta, senhor de Valdecorneja, senhor de Huéscar e cavaleiro da Ordem do Tosão de Ouro. Era filho de García Álvarez de Toledo y Carrillo de Toledo, 1º duque de Alba de Tormes, e de María Enríquez de Quiñones. A localidade de Puebla de Don Fadrique, na província de Granada, é denominada em sua homenagem.
Fadrique sempre esteve intimamente ligado aos Reis Católicos. O seu pai estava envolvido em 1476 na batalha de Toro, que deu a vitória à futura Isabel I de Castela sobre a sua sobrinha Joana, a Beltraneja e sua mãe era meia-irmã de Joana Henriques, mãe de Fernando II de Aragão.
Em 1475 colaborou como mecenas na construção da Igreja Matriz de Nossa Senhora do Castelo de Macotera como gesto de agradecimento a vários soldados locais que ajudaram na reconquista das terras pertencentes ao Duque.
O Duque de Alba participou da Guerra de Granada e, como resultado do Tratado de Granada acordado em 25 de novembro de 1491 entre cristãos e mouros, foi um dos 48 leigos e eclesiásticos nobres que em 30 de dezembro do mesmo ano confirmou a entrega de Granada, o último reduto muçulmano da península Ibérica. O tratado de paz pôs fim ao período histórico da Reconquista.
Fadrique liderou as tropas que lutaram contra os franceses no Rossilhão em 1503.
Quando Fernando, atuando como regente do Reino de Castela, decidiu invadir e tomar o Reino de Navarra amparado por uma bula do Papa Júlio II, deu o comando dos seus exércitos ao 2º duque de Alba. O Duque cumpriu em apenas duas semanas a missão militar que lhe foi atribuída, em grande parte devido a Pamplona ser beamontesa (1512), se se entender que o objetivo era a conquista da parte do Reino que é atualmente a Espanha e não da sua totalidade. Como recompensa foi nomeado comandante-em-chefe da Andaluzia e Senhor de Huéscar em 1513, título e posses que incorporou na Casa de Alba.
Fadrique foi assim determinante na unidade territorial da Espanha. 
O Duque foi membro do Conselho de Estado do rei Carlos I, a quem acompanhou à Alemanha, Flandres e Itália.
Em 1520, quando o monarca foi coroado em Aachen como Imperador do Sacro Império Romano Germânico, e ano da Guerra das Comunidades de Castela contra ele, o duque Fadrique Álvarez de Toledo recebeu a Grandeza de Espanha, que comumente é denominada como Grandeza imemorial  ou Grandeza de Primeira Classe. Constituía-se para ele e seu ducado o reconhecimento de mais alta dignidade da nobreza espanhola na hierarquia aristocrática, como grande da Espanha situava-se imediatamente após o príncipe das Astúrias e infante da Espanha. O primeiro título era reservado para o herdeiro do Rei da Espanha e o segundo a seus outros filhos e filhas e aos descendentes do Príncipe das Astúrias.
Além disso, o imperador condecorou-o com o Tosão de Ouro.
Ele faleceu em sua aldeia de Alba de Tormes, em 18 de outubro de 1531. Foi sucedido por seu neto, Fernando Álvarez de Toledo y Pimentel.